# Casa Ciopec din Dorohoi
Casa Ciopec din Dorohoi este un monument istoric aflat pe teritoriul orașului Dorohoi, județul Botoșani.